# Беллман, Джина
Джина Беллман (род. 10 июля 1966 года в Окленде, Новая Зеландия) — английская актриса. Родители — евреи российского и польского происхождения, которые эмигрировали в Новую Зеландию из Англии в 1950-х. Её семья вернулась в Англию, когда Джине было 11 лет.

## Биография
После двух эпизодов в сериале «Grange Hill» в 1984, она стала известной в каждой семье за свою главную роль в драме Дениса Поттера «Blackeyes», роль, которая включала её появление в обнаженном виде в различных сценах этого фильма. Этот сериал вызвал много разногласий. Некоторые критики говорили, что это был противный и эксплуатационный момент ТВ-драмы, в то время, как другие утверждали, что это была отличная работа гения. Такая огласка, конечно, привлекла всеобщее внимание к Беллман, и это был огромнейший шаг к её будущей карьере актрисы.
Она также известна ролью Джейн в комедии «Coupling». Другие ТВ-роли включают «Waking the Dead», «Jonathan Creek», «Mussolini: The Untold Story», «Маленькие Наполеоны» и одноразовое появление в «Дуракам везёт» и «Отель Вавилон». Также она появлялась в нескольких фильмах: «King David», «Sitting Ducks», «Married/Unmarried» and «Seven Days to Live».
Она играла главную роль вместе с Джеймсом Несбиттом в драматическом сериале канала BBC One «Джекилл», современной версии «Странная история доктора Джекила и мистера Хайда».

## Работы в театре
- 1998 — Клео, Кэмпинг, Эммануэль и Дик[англ.] / Cleo, Camping, Emmanuelle and Dick — Имоджен Хассалл (Королевский национальный театр)

## Фильмография
| Год         | Название                      | Роль                  | Примечание                       |
| ----------- | ----------------------------- | --------------------- | -------------------------------- |
| 1982        | Into the Labyrinth            | Christine             |                                  |
| 1984        | Grange Hill                   | Trudy                 |                                  |
| 1985        | Царь Давид                    | Фамарь                |                                  |
| 1985        | Mussolini: The Untold Story   | Gena Ruberti          |                                  |
| 1989        | Blackeyes                     | Blackeyes             |                                  |
| 1989        | Дуракам везёт                 | Carmen                | Эпизод: «The Unlucky Winner Is…» |
| 1991        | The Storyteller               | Eurydice              | один эпизод                      |
| 1996        | Под прицелом                  | Clegg                 |                                  |
| 1999        | Jonathan Creek                | Samantha              | один эпизод                      |
| 2000        | Паранойя                      | Eve                   |                                  |
| 2000 — 2004 | Coupling                      | Jane Christie         | 28 эпизодов                      |
| 2001        | Subterrain                    | Junkie Spirit         |                                  |
| 2001        | Married/Unmarried             | Amanda                |                                  |
| 2003        | Sitting Ducks                 | Christine             |                                  |
| 2003        | Waking the Dead               | Frannie Henning       |                                  |
| 2005        | Zerophilia                    | Sydney                |                                  |
| 2007        | Отель Вавилон                 | Marina Stoll          |                                  |
| 2007        | Джекилл (телесериал)          | Claire Jackman        |                                  |
| 2008        | Не та дверь                   | Pilot Instructor/Jill | два эпизода                      |
| 2008 — 2012 | Воздействие (телесериал)      | Софи Деверо           | Главная роль                     |
| 2017        | Изумрудный город (телесериал) | Мать Дороти           |                                  |